# إيمانويل بلاندامورا
إيمانويل بلاندامورا (بالإيطالية: Emanuele Blandamura)‏ مواليد 19 ديسمبر 1979 في أوديني، فريولي فينيتسيا جوليا، إيطاليا، هو ملاكم محترف إيطالي يصنف ضمن فئة الوزن المتوسط.

## إحصائيات
خاض خلال مسيرته 27 نزالا، فاز في 25 وخسر في 2. فاز بالضربة القاضية في 5 نزالات.

## روابط خارجية
- إيمانويل بلاندامورا على موقع بوكس ريك (الإنجليزية) (registration required)